# Guadarrama
Guadarrama település Spanyolországban, Madrid tartományban. Guadarrama Alpedrete, Galapagar, San Lorenzo de El Escorial, Peguerinos, El Espinar, Los Molinos, Collado Mediano és Collado Villalba községekkel határos. Lakosainak száma 17 062 fő (2024).

## Népesség
A település népessége az utóbbi években az alábbiak szerint változott:
| Lakosok száma | 10 275 | 12 457 | 13 607 | 14 800 | 15 534 | 15 547 | 15 620 | 16 032 | 16 921 | 17 062 |
|               | 2001   | 2004   | 2007   | 2009   | 2012   | 2014   | 2017   | 2019   | 2022   | 2024   |